# Sitticherhof

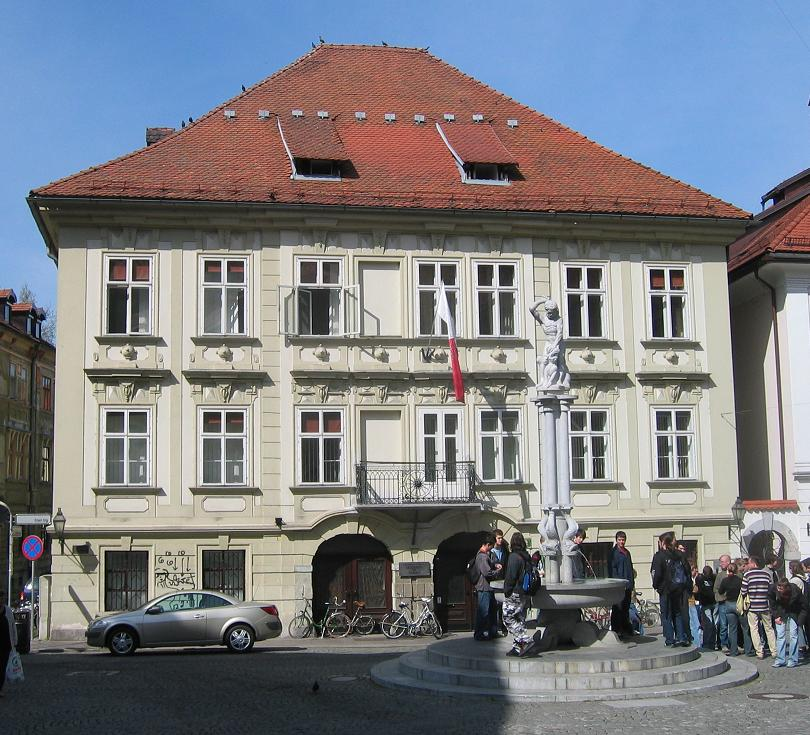
Sitticherhof – bis 2022 Gebäude der Musikakademie Ljubljana

Sitticherhof oder Sitticher Hof (slowenisch: Stiški dvorec) ist der Name eines Barockpalais am Alten Platz oder Alten Markt (Stari trg 34) in der Altstadt von Ljubljana, der Hauptstadt Sloweniens. Das Gebäude war bis 2022 Sitz der  Musikakademie Ljubljana. Vor dem Gebäude steht der Herkulesbrunnen.

## Geschichte
Das Palais im frühbarocken Stil wurde zwischen 1628 und 1630 als Stadtresidenz der Äbte des Zisterzienserklosters Sittich erbaut. Das Gebäude wurde mehrfach umgestaltet, insbesondere die Fassade, die erst im 18. Jahrhundert errichtet wurde.
Das Palais war Sitz der Zollinspektion ab 1791, des General-Justizkommissariats ab 1809 während der Zeit der Illyrischen Provinzen und von 1830 bis Anfang des 20. Jahrhunderts Sitz der Landes- und Bezirksgerichte von Laibach.